# Trevira

Logo firmy Trevira

Trevira je obchodní značka speciálních polyesterových vláken.

## Z historie treviry
Jako obchodní značka byla trevira patentována v roce 1932 pro firmu Kunstseidefabrik v německém Bobingenu, její název byl (omylem) odvozen od latinského jména města Trieru (Treverorum, česky Trevír). Pro polyesterová vlákna se značka používá teprve od roku 1956. Firma prošla řadou reorganizací a po několikanásobné výměně vlastníků patří od roku 2011 smíšené thajsko-italské společnosti pod názvem Trevira GmbH. 
V roce 2013 má Trevira obchodní zastoupení v asi 40 státech, včetně České republiky. 

## Vlákna a příze z treviry a jejich použití
- Staplová vlákna se dodávají v patřičné délce a jemnosti pro všechny druhy mykaných i česaných přízí a pro netkané textilie.

Ve speciálním provedení jsou to např. vlákna se sníženou žmolkovitostí nebo hořlavostí, antimikrobní vlákna, vlákna na rouna zpevňovaná vodními paprsky (spun laced) atd. 
- Filamenty v jemnostech 22-4000 dtex se prodávají většinou jako hotové příze na cívkách nebo na osnovních válech.

Ke specialitám patří např. tvarované, elastické, příze barvené ve vláknině aj. 

### Použití
V roce 2012 bylo vyrobeno 90 000 tun vláken a přízí s použitím:
65 % na technické textilie, 22 % na bytové textilie a 13 % na funkční oděvy. 
Vedle hotových vláken prodala firma také 18 000 tun tzv. čipů (polyesterová surovina ke zvlákňování).